# Urban Justice
Urban Justice (Brasil: Justiça Urbana / Portugal: Lei Urbana) é um filme estadunidense de 2007. O longa é estrelado por Steven Seagal e Eddie Griffin.

## Sinopse
Quando um policial exemplar é morto à queima roupa, o departamento de polícia registra a ocorrência como um ato de violência qualquer. Um grande erro. Aquele jovem policial é filho de um ex-soldado das forças especiais com uma sede insaciável de justiça.
Para encontrar o assassino de seu filho, Simon Ballister (Steven Seagal) se muda para a pior vizinhança da cidade. Logo que chega é recebido por dois membros de uma gangue, a qual é mandada de volta sangrando por ele. Ballister não é de desistir facilmente e não vai parar até encontrar o assassino de seu filho. As gangues possuem muitos homens, muita munição, proteção da polícia e a coragem exagerada da juventude. Tudo o que Ballister pretende usar contra eles.

## Elenco
- Steven Seagal...Simon Ballister
- Eddie Griffin...Armand Tucker
- Carmen Serano...Alice Park
- Cory Hart...Max Ballister
- Liezl Carstens...Linda
- Kirk B. R. Woller...Frank Shaw
- Mary Evans...Irene
- Al Staggs as Priest
- Jade Yorker...Gary Middleton
- Jermaine Washington...Rasheed
- Brian Lucero as Benny
- Danny Trejo...El Chivo
- Diego Lopez...Winston
- Grady McCardell...Dwight Morris
- Brett Brock...Watch Sergeant